# Nothing Personal
Nothing Personal es el tercer álbum de estudio de la banda de rock estadounidense All Time Low. En mayo de 2008 la banda comenzó a escribir su el disco. All Time Low entró al estudio en enero de 2009 y las sesiones se extendieron hasta marzo de ese año. La mitad de las canciones del álbum fueron producidas por Matt Squire y Butch Walker, el resto fueron producidas tanto por David Bendeth o S*A*M and Sluggo. El primer sencillo para promocionar el disco, «Weightless», se lanzó en abril. 
La banda realizó una gira por Australia en junio, y en julio estrenó el video de «Weightless». El disco lo publicó Hopeless Records el 7 de ese mes, día que la banda realizó presentaciones en vivo en tres ciudades diferentes en un lapso de 24 horas. Luego realizaron una gira por los Estados Unidos antes de participar en el Warped Tour en julio y agosto. En septiembre publicaron el sencillo «Damned If I Do Ya (Damned If I Don't)» con su respectivo video musical. Entre octubre y febrero de 2010, el grupo realizó giras por Estados Unidos, Reino Unido y Australia. El tercer y último sencillo, «Lost in Stereo», fue lanzado como sencillo en abril de ese año.
Nothing Personal vendió 63 000 copias y alcanzó el número cuatro en el Billboard 200, dando a la banda sus mayores ventas en la primera semana. El álbum vendió más de 135 000 copias para septiembre de 2009. Alcanzó el número uno en tres listas de Billboard: Alternative Albums, Independent Albums y Rock Albums. También se ubicó en varias posiciones en Australia, Canadá, Japón, los Países Bajos, Suecia y el Reino Unido. Desde entonces, el álbum ha sido certificado oro tanto por la Industria Fonográfica Británica (BPI) como por la Recording Industry Association of America (RIAA). Además, «Weightless» ha sido certificado oro por la RIAA. Regrabaron el álbum en vivo en el estudio como It's Still Nothing Personal - A Ten Year Tribute en 2019.

## Antecedentes
En marzo de 2006 All Time Low firmó con el sello independiente Hopeless Records y al año siguiente lanzaron al mercado su segundo álbum de estudio, So Wrong, It's Right. El disco produjo tres sencillos, para mayo de 2009 consiguió vender 180 000 en Estados Unidos y posteriormente consiguió la certificación de oro por parte de la Recording Industry Association of America (RIAA). Para Nothing Personal el grupo comenzó a escribir entre giras. En 2008 All Time Low realizó una canción con Mark Hoppus de Blink-182 y +44. La banda se conectó con Hoppus después de intercambiar correos electrónicos cuando se publicó en línea un video del baterista Rian Dawson haciéndose un tatuaje de Blink-182. La gerencia de Hoppus se puso en contacto con la banda diciendo que quería hacer algo con el grupo, por lo que coescribieron una canción con él. Esta canción no apareció en el álbum porque según Gaskarth «no encajaba con la vibra del disco», aun así, comentó que «definitivamente saldría en algún momento». En mayo de 2008 la banda publicó «Dear Maria, Count Me In», sencillo de So Wrong, It's Right, y a fines de ese mes Gaskarth reveló que la banda había estado trabajando en nuevo material y planeaba tomarse un descanso para escribir nuevas canciones. En octubre y noviembre, el grupo realizó la gira Compromising of Integrity, Morality, & Principles in Exchange for Money en los Estados Unidos. En diciembre, Alternative Press informó que Matt Squire, Butch Walker y David Bendeth producirían el próximo álbum de la banda, cuyo lanzamiento estaba previsto para 2009.

## Grabación
All Time Low pretendía grabar el disco en su totalidad con David Bendeth, quien previamente había trabajado con Breaking Benjamin y Paramore. Por motivos de agenda, él y ningún otro productor con los que la banda intentó trabajar estaba disponible para grabar un álbum entero. Debido a esto, y para involucrar a todos los que tenían en mente, el grupo decidió trabajar con varios productores y así no comprometerlos a estar con ellos seis semanas en el estudio. La banda quiso trabajar con varios de estos productores en el pasado, pero no pudieron por no contar con el presupuesto. En enero de 2009 All Time Low comenzó a grabar.
Squire produjo «Weightless», «Break Your Little Heart», «Stella», «Too Much», «Keep the Change, You Filthy Animal» y «A Party Song (The Walk of Shame)» en el estudio Red Bull Studios en Los Ángeles, California. La grabación de esas pistas estuvo a cargo de Bill Appleberry. El 17 de febrero, se publicaron videos que mostraban a la banda grabando con Walker, quien produjo «Damned If I Do Ya (Damned If I Don't)» y «Sick Little Games». Bendeth se encargó de «Walls», «Therapy» y el bonus track «Poison». Por su parte, S*A*M and Sluggo produjeron «Lost in Stereo» y «Hello, Brooklyn».
El 16 de marzo la banda terminó de grabar y el 24 de ese mes el álbum estaba en proceso de mezcla. Tom Lord-Alge mezcló «Weightless», «Break Your Little Heart», «Damned If I Do Ya (Damned If I Don't)», «Lost in Stereo», «Stella», «Sick Little Games», «Hello, Brooklyn», «Keep the Change, You Filthy Animal» y «A Party Song (The Walk of Shame)», con la asistencia de Femio Hernandez. Bendeth mezcló «Walls», «Therapy» y «Poison». Brian Malouf mezcló «Too Much». Todas las grabaciones fueron masterizadas por Ted Jensen en Sterling Sound.

## Composición

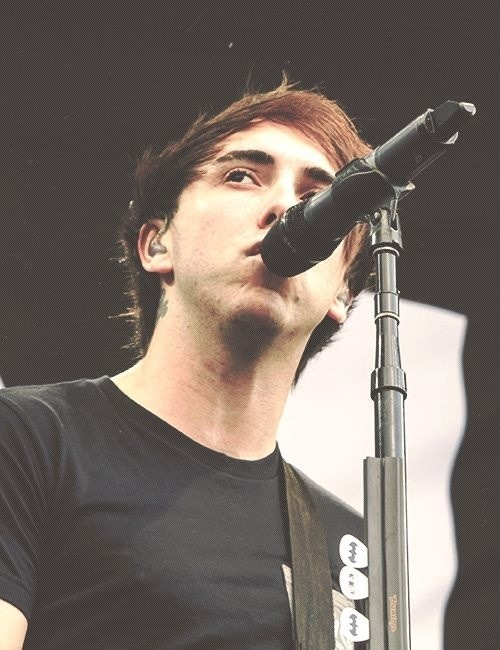
Gaskarth escribió y creó las melodías de las canciones para luego mostrarlas a la banda.

Musicalmente, el sonido de Nothing Personal ha sido descrito como emo pop, pop punk, y pop rock. Gaskarth escribió la base de las canciones, generalmente acordes y melodías «básicas», y luego se las mostró al resto de la banda. No obstante, el vocalista aclaró que suelen escribir juntos «así que, la mayoría de las veces, musicalmente, contribuyen todos». «Weightless», «Break Your Little Heart», «Stella», «Keep the Change, You Filthy Animal» y «A Party Song (The Walk of Shame)» fueron escritas por la banda y Squire. «Damned If I Do Ya (Damned If I Don't)» y «Sick Little Games» fueron escritas por el gruppo y Walker. «Lost in Stereo» y «Hello, Brooklyn» fueron escritas por la banda, Sam Hollander y Dave Katz. «Walls», «Therapy» y «Poison» fueron escritas junto a David Bendeth. «Too Much» fue escrita por la banda, Terius Nash y Christopher Stewart.
Hablando sobre el álbum, Gaskarth explicó a Alternative Press, «tratamos de explorar algo un poco más profundo. Estamos explorando nuevos estados de ánimo, lo cual es genial». Agregó: «Es bueno alejarse del nicho pop-punk en el que llegamos... es bueno tratar de ampliar tus horizontes. Para ser honesto, escribimos gran parte de este álbum con eso en mente». Gaskarth dijo que «Damned If I Do Ya (Damned If I Don't)» tenía una «vibra alegre y divertida, sin ser una canción de broma desechable».
La canción de apertura «Weightless» comienza con una caja de ritmos y una reproducción silenciada, con la música haciendo una pausa por un segundo, antes de que entren las guitarras. The New Found Glory, en deuda con «Break Your Little Heart», es seguida por la canción de pop rock «Damned If I Do Ya (Damned If I Don't)», que presenta guitarras de arena rock. «Lost in Stereo» trata sobre el amor no correspondido; el coro evoca a Jimmy Eat World. La pista de pop rock de tempo medio «Stella» habla de estar borracho con la bebida Stella Artois, y es seguida por la balada «Sick Little Games». «Too Much» es una canción electrónica de tempo lento, con la voz de Gaskarth canalizando a Justin Pierre de Motion City Soundtrack, y siendo alterada por un vocoder y auto-tune. «Keep the Change, You Filthy Animal» detalla el sabotaje de una relación, y es seguido por «A Party Song (The Walk of Shame)», que habla sobre aventuras de una noche. «Therapy» tiene similitudes con trabajos de Motion City Soundtrack y Plain White T's.

## Recepción

### Crítica
Nothing Personal recibió críticas mixtas a positivas. El crítico de AbsolutePunk, Drew Beringer, elogió el álbum por sus «hooks masivos» y elogió la «naturaleza de la letra». También notó algunas fallas en el álbum, diciendo que «Hello, Brooklyn» es una «canción horrible» y «Too Much» es todo lo que implica su título. Cerró diciendo que «el resto de 2009 se perfila como el año de All Time Low». Alternative Press, al comentar sobre el primer sencillo del álbum, dijo que «"Weightless" es un clásico instantáneo». Sin embargo, el crítico estaba decepcionado con los productores por su uso de Auto-Tune, diciendo «Este chico (Gaskarth) puede cantar, déjalo ya». El artículo también contradijo la opinión de AbsolutePunk sobre la canción «Too Much», diciendo que «es una progresión notable para el cuarteto: un número lento con tintes electrónicos». The Washington Post también se mostró muy favorable al álbum. La crítica Nancy Dunham dijo: «Las canciones de Nothing Personal son de lo que se trata el pop-punk, o deberían serlo, de todos modos». Sintió que el álbum «probablemente le dará a la banda mucha atención de los medios y de la gente» y que «las 12 melodías del álbum son muy alegres y sus letras sobre el primer amor, la traición y las fiestas están tan llenas de angustia que puedes imaginarlas tocando de fondo» de los programas de televisión The Hills o 90210. Tim Sendra de AllMusic dijo que «All Time Low muestra signos de maduración», resumió agregando: «Nothing Personal es un ejemplo de emo-pop en su mejor momento, y cualquiera que piense que el emo es solo un montón de basura pop podría sorprenderse. por lo pegadizo y poderoso que es un álbum de rock moderno». Kerrang! El escritor Nick Ruskell elogió el sencillo principal, «Weightless», como «una ráfaga de punk de tres minutos cubierta con polvo de hadas pop». Continuó agregando que «Nothing Personal es simplemente un disco bueno y divertido». Rock Sound declaró que la banda «lo había logrado con su tercera oferta». La reseña continuó diciendo: «El sencillo principal "Weightless" inicia las cosas de manera increíble con su coro épico para cantar, y el impulso continúa hasta bien entrado el resto del álbum. Matt Squire (Panic! at the Disco) regresa con su característico pulido de producción». Courtney Lear, del sitio de música en línea ShockHound, también elogió el álbum y comentó que tenía «ganchos masivos y coros memorables, con el líder Alex Gaskarth cantando canciones sobre fiestas a campo traviesa, beber demasiado y ligar». Alternative Press incluyó «Walls» y «Too Much» en su lista de las mejores canciones no individuales de la banda.

### Comercial
A principios de julio de 2009 la revista Billboard predijo que Nothing Personal podía llegar a debutar entre los diez primeros puestos del Billboard 200, con ventas entre 60 000 y 75 000 copias. Finalmente el álbum ingresó en el puesto número cuatro y vendió 63 000 copias, convirtiéndose en el disco con las mejores ventas semanales y el puesto más altos del grupo, hasta que Future Hearts lo superó en 2015 al alcanzar el número dos. Para septiembre de 2009, el álbum había vendido más de 135 000 copias. Nothing Personal también se ubicó en varias listas de Billboard: número uno en las listas Alternative Albums, Independent Albums y Rock Albums, y número tres en la lista Digital Albums. Al final del año, el álbum se ubicó en el puesto 38 en la lista Alternative Albums, y en el puesto 50 en la lista Rock Albums. Además, el álbum alcanzó el número 22 tanto en Canadá como en Suecia, el número 69 en Japón, el número 71 en Australia, el número 86 en los Países Bajos y el número 104 en el Reino Unido. «Weightless» se ubicó en el puesto 75 en la lista Digital Songs y en el puesto 100 en el Reino Unido. «Damned If I Do Ya (Damned If I Don't)» se ubicó en el número 67 en el Billboard Hot 100, convirtiéndose en la primera canción de la banda en hacerlo. También se ubicó en el puesto cuarenta en las listas de ventas de canciones digitales y Heatseekers Songs. «Lost in Stereo» se ubicó en el puesto 126 en el Reino Unido. Nothing Personal fue certificado plata y luego oro por la Industria Fonográfica Británica (BPI) en diciembre de 2012 y marzo de 2017. La Recording Industry Association of America (RIAA) certificó «Weightless» oro en noviembre de 2014 y el álbum oro en mayo de 2017. 

## Lanzamiento y promoción
«Weightless» estuvo disponible para su transmisión el 24 de marzo de 2009, a través de AbsolutePunk, recibiendo alrededor de 50 000 reproducciones en 24 horas. Fue lanzado como sencillo el 7 de abril El 17 de abril, se anunció que Nothing Personal se lanzaría a principios de julio. En abril y mayo, la banda apoyó a Fall Out Boy en el Believers Never Die Tour Part Deux en los Estados Unidos, y apareció en el festival The Bamboozle. Entre las fechas de la gira, la banda realizó dos espectáculos principales. El 15 de mayo se dio a conocer la lista de canciones del álbum. El 26 de mayo, se reveló la carátula del álbum, que fue creada por Mark Capicotto. A fines de mayo, la banda realizó una breve gira por Japón con Set Your Goals. Después de esto, la banda realizó una gira por Australia como parte del Take Action Tour a principios de junio. «Damned If I Do Ya (Damned If I Don't)» se publicó en la página de MySpace de la banda el 15 de junio y se lanzó digitalmente el 16 de junio El 30 de junio, el álbum estuvo disponible para su transmisión a través de The Leak de MTV. Un video musical de «Weightless» debutó en MTV el 5 de julio, con cameos de Hoppus y Pete Wentz de Fall Out Boy. Fue dirigido por Matthew Stawski.
Nothing Personal fue lanzado a través de Hopeless Records el 7 de julio. Boomtown Records lanzó el álbum en Australia el 20 de julio El lanzamiento en el Reino Unido, que no se produjo hasta el 14 de septiembre, incluía bonus tracks. También el 7 de julio, la banda realizó tres shows secretos de Myspace en Washington D. C., Chicago, Illinois y Orange County, California en un lapso de 24 horas. El 9 de julio se lanzó una versión alternativa del video «Weightless», filmado en vivo en la carretera. En julio, la banda encabezó la costa este de EE. UU. con el apoyo de We the Kings, Cartel y Days Difference. Luego, la banda actuó en el escenario principal del Warped Tour durante julio y agosto. «Weightless» fue lanzado en el Reino Unido el 3 de agosto A fines de agosto, la banda se presentó en los festivales de Reading y Leeds en el Reino Unido. Luego, la banda actuó en varios lugares de Six Flags como parte del mtvU VMA Tour.
En septiembre y octubre, la banda realizó una gira europea con el apoyo de Audition. Se lanzó un video musical para «Damned If I Do Ya (Damned If I Don't)» el 16 de septiembre dirigido por Stawski. El 22 de septiembre, «Damned If I Do Ya (Damned If I Don't)» fue lanzado como sencillo con el video musical y un remix de la canción de Patrick Stump de Fall Out Boy. Entre mediados de octubre y principios de diciembre, la banda realizó una gira estadounidense junto a We the Kings, Hey Monday y Friday Night Boys. En enero y febrero de 2010, la banda participó en la gira Kerrang!, con el apoyo de Blackout, My Passion y Young Guns. Como parte de la gira, la banda realizó dos presentaciones en tiendas en Glasgow y Mánchester. En febrero y marzo, la banda actuó en el festival Soundwave en Australia. «Lost in Stereo» se lanzó como sencillo el 12 de abril e incluía un remix de Blueskies de «Damned If I Do Ya (Damned If I Don't)». En mayo y junio, la banda co-encabezó la gira Bamboozle Roadshow 2010 en los EE. UU., junto con Boys Like Girls, LMFAO y Third Eye Blind. El 31 de agosto, se lanzó un video musical de «Lost in Stereo».
En 2010, Gaskarth calificó el álbum como «genial», sin embargo, sintió que «fueron demasiado lejos en una dirección. Creo que fuimos demasiado pop para nuestra banda». Barakat agregó que «teníamos un poco de miedo de ser pop o de ser rock, por lo que las canciones terminaron en el medio». Para el décimo aniversario del álbum, All Time Low anunció el 8 de julio de 2019, un día después del décimo aniversario de su fecha de lanzamiento, que lo volverían a grabar en un escenario pseudo-en vivo en RedBull Studios para su lanzamiento más adelante en el año. Fue lanzado en formato digital como It's Still Nothing Personal: A Ten Year Tribute el 8 de noviembre de 2019 a través de Fueled by Ramen Records.

## Lista de canciones
| Nothing Personal |                                         |                                                                 |                  |          |  |
| N.º              | Título                                  | Escritor(es)                                                    | Productor(es)    | Duración |  |
| 1.               | «Weightless»                            | Jack Barakat Rian Dawson Alex Gaskarth Zack Merrick Matt Squire | Matt Squire      | 3:18     |  |
| 2.               | «Break Your Little Heart»               | Barakat Dawson Gaskarth Merrick Squire                          | Squire           | 2:51     |  |
| 3.               | «Damned If I Do Ya (Damned If I Don't)» | Barakat Dawson Gaskarth Merrick Butch Walker                    | Butch Walker     | 3:07     |  |
| 4.               | «Lost in Stereo»                        | Barakat Dawson Gaskarth Sam Hollander Dave Katz Merrick         | S*A*M and Sluggo | 3:47     |  |
| 5.               | «Stella»                                | Barakat Dawson Gaskarth Merrick Squire                          | Squire           | 3:24     |  |
| 6.               | «Sick Little Games»                     | Barakat Dawson Gaskarth Merrick Walker                          | Walker           | 3:26     |  |
| 7.               | «Hello, Brooklyn»                       | Barakat Dawson Gaskarth Hollander Katz Merrick                  | S*A*M and Sluggo | 3:29     |  |
| 8.               | «Walls»                                 | Barakat David Bendeth Dawson Gaskarth Merrick                   | David Bendeth    | 3:11     |  |
| 9.               | «Too Much»                              | Barakat Dawson Gaskarth Merrick Terius Nash Christopher Stewart | Squire           | 4:14     |  |
| 10.              | «Keep The Change, You Filthy Animal»    | Barakat Dawson Gaskarth Merrick Squire                          | Squire           | 3:20     |  |
| 11.              | «A Party Song (The Walk of Shame)»      | Barakat Dawson Gaskarth Merrick Squire                          | Squire           | 2:59     |  |
| 12.              | «Therapy»                               | Barakat Bendeth Dawson Gaskarth Merrick                         | Bendeth          | 3:44     |  |
| 41:04            |                                         |                                                                 |                  |          |  |

| Edición de Reino Unido |                                                                             |          |  |
| N.º                    | Título                                                                      | Duración |  |
| 13.                    | «Poison»                                                                    | 3:19     |  |
| 14.                    | «Weightless (The Secret Handshake Remix)» (remix de Luis Dubuc)             | 4:22     |  |
| 15.                    | «Lost in Stereo (Cobra Starship Suave Suarez Remix)» (remix de Alex Suarez) | 3:19     |  |
| 16.                    | «Dear Maria, Count Me In (Connect Sets Acoustic)»                           | 3:14     |  |
| 17.                    | «Coffee Shop Soundtrack (Acoustic Remix)»                                   | 3:58     |  |
| 18.                    | «Weightless (On The Road Version)» (video)                                  | 3:38     |  |

## Posicionamiento en listas
| Australia      | ARIA Charts           | 71  |
| Canadá         | Canadian Albums Chart | 22  |
| Estados Unidos | Billboard 200         | 4   |
| Estados Unidos | Independent Albums    | 1   |
| Estados Unidos | Rock Albums           | 1   |
| Estados Unidos | Alternative Albums    | 1   |
| Japón          | Japanese Albums Chart | 69  |
| Países Bajos   | Dutch Charts          | 86  |
| Reino Unido    | UK Albums Chart       | 104 |
| Suecia         | Sverigetopplistan     | 52  |

| Estados Unidos | Rock Albums        | 38 |
| Estados Unidos | Alternative Albums | 50 |

### Certificaciones
| País           | Organismo certificador | Certificación | Ventas certificadas | Ref.   |
| -------------- | ---------------------- | ------------- | ------------------- | ------ |
| Estados Unidos | RIAA                   | Oro           | 500 000             | [ 3 ]  |
| Reino Unido    | BPI                    | Oro           | 100 000             | [ 84 ] |

## Créditos y personal
- Alex Gaskarth: voz, guitarra rítmica y coros.
- Jack Barakat: guitarra líder.
- Zack Merrick: bajo y coros.
- Rian Dawson: batería.
- David Bendeth: producción y mezcla.
- Mark Capicotto: arte y diseño de portada.
- Ted Jensen: masterización.
- Tom Lord-Alge: mezcla.
- Brian Malouf: mezcla.
- S*A*M and Sluggo: producción.
- Matt Squire: producción e ingeniería.
- Butch Walker: producción, producción de audio.

Créditos adaptados del libreto de Nothing Personal.